# Моравский Карст

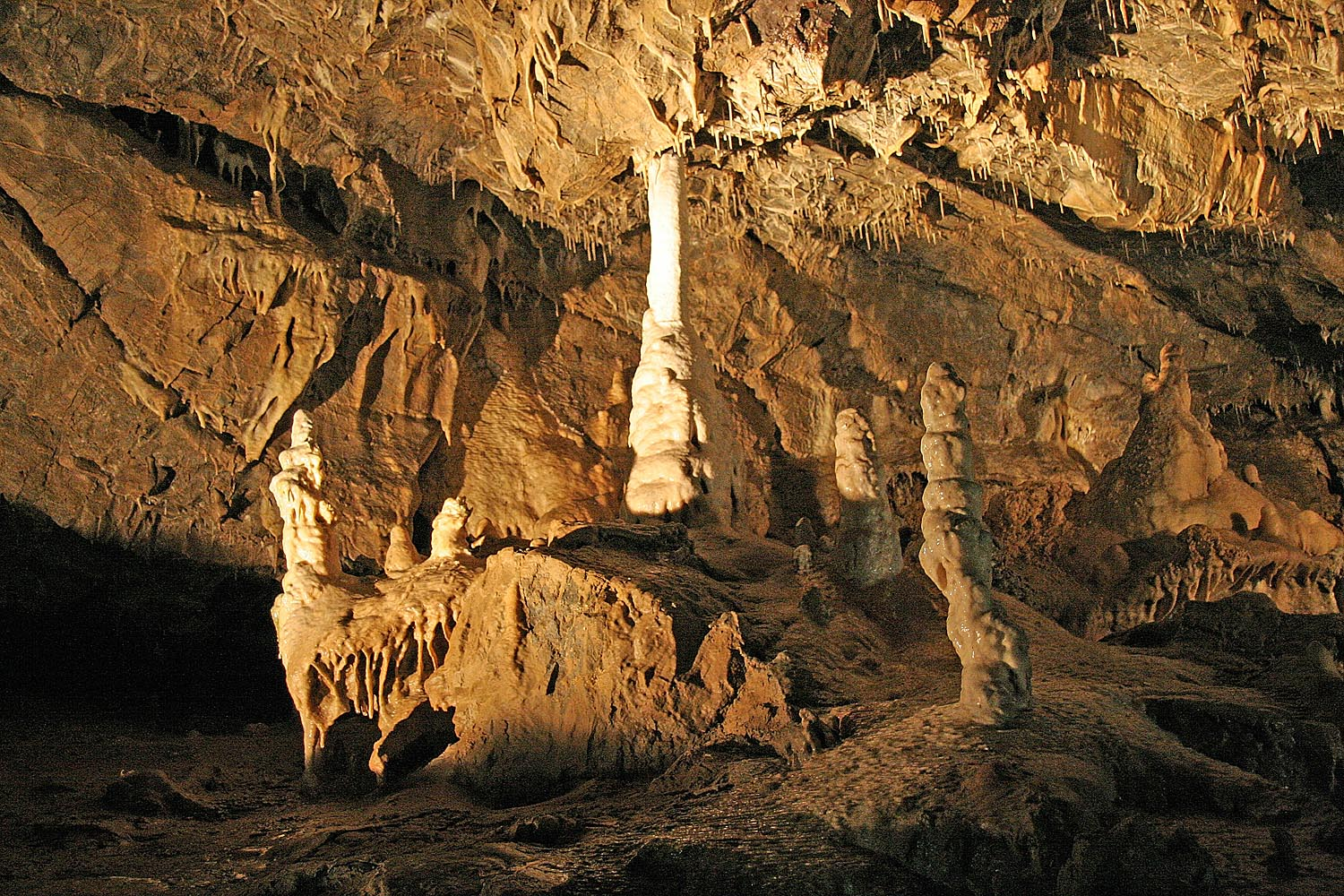
Пунква — одна из самых популярных пещер в регионе.

Моравский Карст, Моравский Крас (чеш. Moravský kras) — один из самых крупных в Европе карстовых массивов, протяженностью 25 км и шириной 2-6 км. Является популярной чешской достопримечательностью: туристы приезжают посмотреть на пещеры Краса (всего известно около 1100 пещер, из которых доступны для посещения туристами 5 пещер), проплыть по подземной реке Пунква, увидеть специфические известняковые образования геликтиты — в отличие от сталагмитов и сталактитов они могут расти параллельно поверхности земли.
В пещерах Моравского Карста обитает 18 видов летучих мышей, а часть беспозвоночных животных, населяющих Пункву и пещеры, до сих пор не изучены детально. В некоторых пещерах имеются рисунки древних людей.
Самая высокая точка массива — 734 метра. Самое низкое место Моравского Карста имеет глубину 138 м (пропасть Ма́цоха, буквально «Мачеха»). Она образовалась после обвала потолка большой пещеры. По дну пропасти протекает река Пунква, впадающая в небольшое озеро.